# ウィルヘルム・ミュンカー
ウィルヘルム・ミュンカー（Wilhelm Münker、1874年11月29日 - 1970年9月20日）はユースホステル運動の創始者。

## 生い立ち
ウィルヘルム・ミュンカーは、1874年11月29日、ジーガーラント（ドイツ西部、現在のノルトライン＝ヴェストファーレン州の一部）のヒルヘンバッハの町に、針金鋲工場をもつ企業家を父として生まれた。16歳になった時、二日がかりの修学旅行で、カーレン・アスランに登った時、山の世界の美しさに心をうたれて感動し、熱狂的な登山家となりザウアーラント山岳協会（SGV）の会員となる。1903年、29歳の時、ザウワーランド山岳協会ヒルヘンバッハ地区の会長に就任、1905年には、同協会本部のコース委員会の委員長に就任、同時に郷土委員会、自然保護委員会の幹部として活躍。

## シルマンとの出会い
1910年7月4日、ユースホステル創設の父リヒャルト・シルマンは北部ライン全域に小学生用ホステルを建設する案を北部ライン山岳協会の年次総会に提出した。この提案は否決されたが、ミュンカーはシルマンの提案に惚れ込み、これ以降シルマンと共にドイツユースホステル運動に生涯をささえることとなった。ミュンカーは事務局長となって活躍したが、彼はいつもシルマンの影に隠れた。
現在のユースホステル運動の大半は全てミュンカーが考案したものであると言われているが、ミュンカーはそれを表面にだすことを病的なまでに嫌った。そのため、ミュンカーがマスコミに出ることはシルマンが死亡するまでは滅多になかった。つねにシルマンを建てた一生を送ったために、ドイツ以外の国ではミュンカーの伝記が出ることは無かった。

## 辞任と復活
1933年、ナチスが政権をとり、ドイツユースホステル協会をナチスが牛耳ったとき、ミュンカーはドイツユースホステル協会を辞任した。そしてヒルヘンバッハにおいてザウワーランド山岳協会などで活躍し、環境団体を作って環境問題にとりくんだ。第二次大戦の戦火では、70歳の老齢にもかかわらず大活躍してヒルヘンバッハを救っている。そして、ナチス政権が倒れるといち早くドイツユースホステル協会を復興させた。
第二次世界大戦が終わり、1945年に国際ユースホステル協会が復活する時に、シルマンとミュンカーはオブザーバーとして招待された。ドイツ人として、戦後はじめて海外旅行を許された人間であった。しかも旧敵国の大勢の青少年に囲まれて大歓迎を受けた。長い間の友人であったプルクハート・ションブルク教授（ザウワーランド山岳協会の同志）は、次のように評している。
ミュンカーは、一つの理想を追ってこれに全生命を対決させた。彼は文字通りの理想主義者であった。しかし同時に現実の生活を知っていた。だから理想が現実の土地の上から足をさらわれて浮き上がる事がなかった。一度不運に見舞われても、彼は必ずこれを克服して成熟していった。理想の飛躍と生活の現実の間の厳しい相剋の谷間に、彼は創造的な橋をかける力をもっていたのである。ここに、ミュンカーの本質があり成功があったのである。